# Ринг ТВ
RING е български спортен телевизионен канал. Създаден е през 1998 г. от група професионалисти и спортни ентусиасти начело с Валентин Михов. RING, заедно с каналите от „БТВ Медиа Груп“ (bTV, bTV Comedy, bTV Cinema, bTV Action и bTV Story), e част от американския медиен конгломерат Central European Media Enterprieses.

## История
През годините носи имената Телевизия Ринг, Ринг +, Ринг Плюс, RTV, Ринг ТВ, RING.BG, а на 18 август 2015 г. променя името си само на RING.
С вливането си в „БТВ Медиа Груп“ каналът постепенно губи лидерската си позиция, тъй като по-голямата част от спортните събития са прехвърлени в bTV Action, но от 2014 г. каналът възвръща голяма част от спортната си програма.
От есента на 2012 г. започва излъчване в HD формат.
От 1 октомври 2013 г. до 27 май 2014 г. излъчва ефирно на MUX 2, като програмата му е с 1 час назад.

## Програма
От създаването си бързо набира популярност, като излъчва спортни събития от световен мащаб. Каналът излъчва тенис от Купа Дейвис, голф (US Masters), Баскетболна Евролига, канадска борба, ръгби, силов многобой, автомобилизъм – Формула 1, Формула 3000, спортни танци, футбол за жени, бадминтон, тенис на маса, скуош и др. През 2008 г. е продаден на телевизия TV2 и започва излъчване на българското футболно първенство А група и Б група (до лятната пауза на 2010 г., след която излъчва повторения в предаването „А плюс“), английския Чемпиъншип, Португалска лига, Руска Премиер Лига, холандската Ередивизи, Примера дивисион (Аржентина), както и английския Карлинг къп (до 2012). Излъчва и Купата на краля (заедно с BTV Action), волейбол от италианската Серия А1 и купата на Италия А1, бокс, свободни боеве.
През 2009 г. е закупен от CME и се ребрандира на RING.BG. От есента на 2009 г. добавя към портфолиото си обзори и мачове от Шампионска лига  и Лига Европа (Купа на Уефа до 2009). От 2012 г. започва излъчване на Шампионска лига с bTV Action и Лига Европа с БНТ 1. От 2011 г. каналът започва излъчването на Световните игри по интелектуални спортове, които излъчва четири години, до 2014 г. От август 2013 г. започва излъчване и на Италианската Серия А, заедно с bTV Action до 2016 г., а след това самостоятелно до 2018 г., когато правата отиват при А1 България. През 2013 г. излъчва и голф шампионата Volvo World Match Play Championship. Продължава започналото от края на 2012 г. излъчване на Италианската волейболна лига Серия А1. На 18 август 2015 г. каналът се ребрандира с ново лого и визия, като премахва окончанието „.BG“ от името си, а също и възстановява излъчването на ежедневни спортни емисии. От 2018 г. каналът излъчва само частично Шампионска лига (мачовете в сряда), вместо изцяло, тъй като част от правата са купени и от А1.

## Излъчващи се спортни събития

### Футбол
- Шампионска лига – срещи в сряда
- Лига Европа
- Лига на конференциите
- Купа на краля
- Лига 1 – първенство на Франция по футбол
- Купа на лигата на Франция
- International Champions Cup – до 2018/19
- Купа на африканските нации 2019

### Моторни спортове
- Световен рали шампионат – 2018 – 2019 (по два етапа на кръг)